# 安娜·玛丽亚·波佩斯库
安娜·玛丽亚·波佩斯库（羅馬尼亞語：Ana Maria Popescu，1984年11月26日—），旧姓布伦泽（Brânză），罗马尼亚女子击剑运动员。在2008年北京奧運，她獲得重劍個人銀牌。
此外，她2002年獲得世界擊劍錦標賽個人重劍銅牌，2008年歐洲錦標賽金牌。